# 海南树参
海南树参（学名：Dendropanax hainanensis）为五加科树参属的植物，是中国的特有植物。分布在中国大陆的贵州、湖南、云南、广东、广西等地，生长于海拔700米至1,000米的地区，常生长在山谷密林及疏林中，目前尚未由人工引种栽培。
其种加词“hainanensis”意为“海南的”。

## 别名
海南杞李葠（中国树木分类学、中国高等植物图鉴）、海南木五加（广西植物名录）、豆腐木（广西土名）